# Vlag van Ameland

Vlag van de gemeente Ameland

De vlag van Ameland is op 27 juni 1950 vastgesteld als de gemeentelijke vlag van de Friese gemeente Ameland. De vlag wordt in het raadsbesluit als volgt beschreven:
Vier horizontale banen van boven naar beneden blauw-geel-blauw-geel. In elk der blauwe banen een omgewende wassenaar in zilver en in elk der gele banen drie zwarte rechter schuinbalken.
Niet vermeld wordt dat de banen even hoog zijn, dat de schuinbalken verkort zijn en dat de symbolen op het midden van de vlag gecentreerd zijn. Ook worden de hoogte-lengteverhouding en de exacte kleuren niet gespecificeerd.
De genoemde symbolen en kleuren zijn afkomstig van het gemeentewapen. De vlag in zijn huidige vorm werd reeds in 1708 door de Dokkumer Gerrit Hesman beschreven in zijn vlaggenboek. Schepen afkomstig van het eiland voerden deze vlag.

## Verwante afbeeldingen

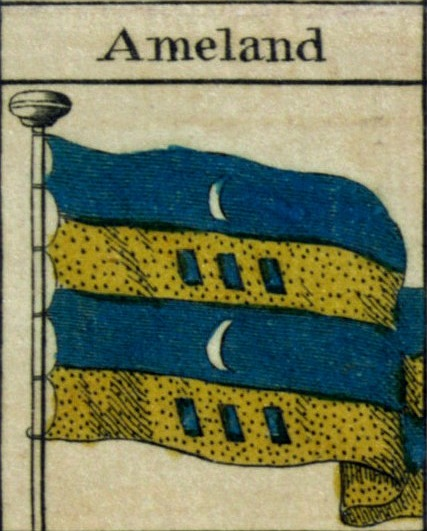
Vlag van Ameland, zoals Bowles hem in 1783 tekende
Wapen van Ameland
Vlag van Amelander Grieën

Achtkarspelen · 
Ameland · 
Dantumadeel · 
De Friese Meren · 
Harlingen · 
Heerenveen · 
Leeuwarden · 
Noardeast-Fryslân · 
Ooststellingwerf · 
Opsterland · 
Schiermonnikoog · 
Smallingerland · 
Súdwest-Fryslân · 
Terschelling · 
Tietjerksteradeel · 
Vlieland · 
Waadhoeke · 
Weststellingwerf